# Франконская война

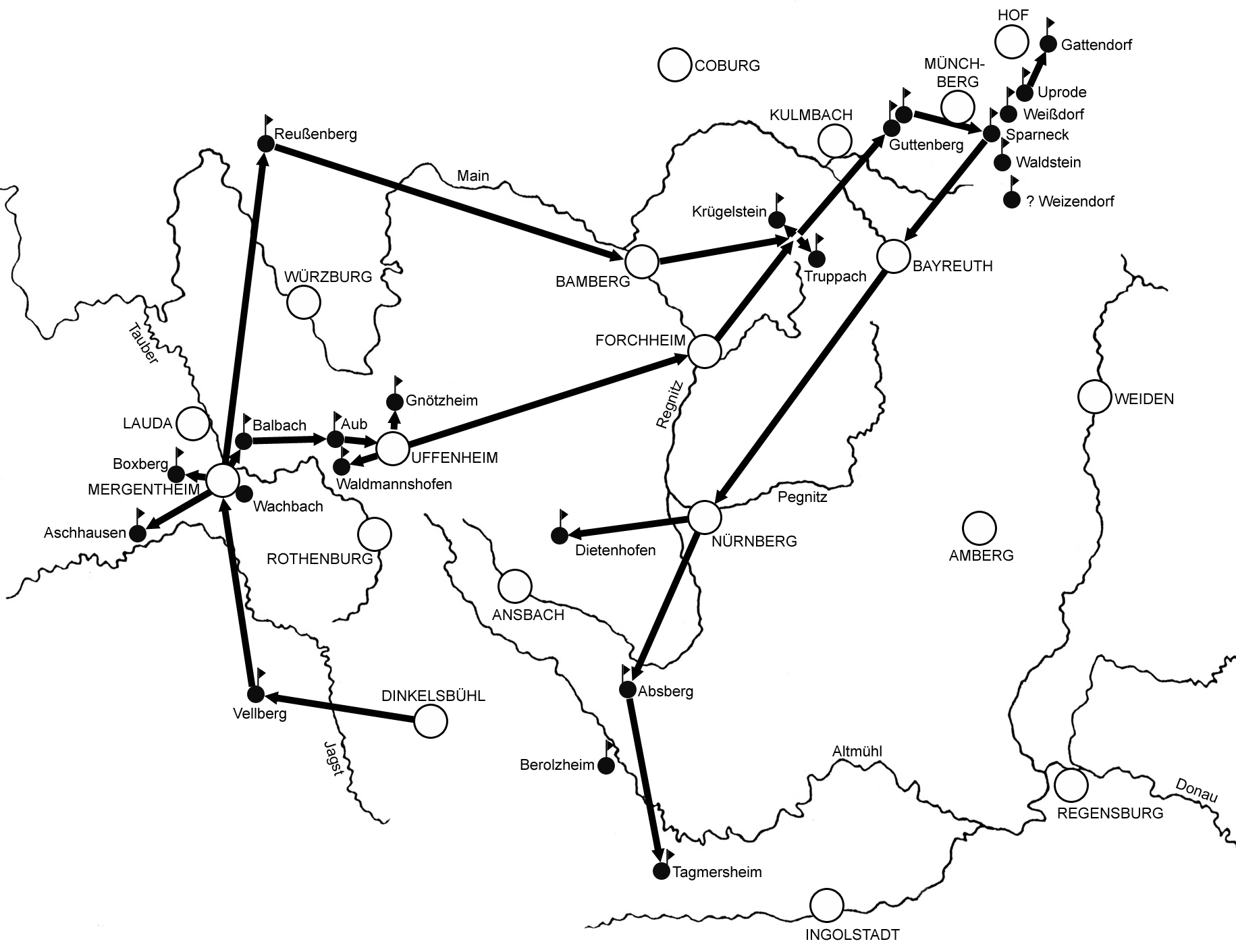
Маршрут армии Швабского союза и 23 уничтоженных ею замка.

Франконска война (нем. Fränkische Krieg) — вооружённый конфликт 1523 г. во Франконии между Швабским союзом и несколькими раубриттерами из числа соратников Томаса фон Абсберга. Закончился разрушением 23 замков.

## Предыстория
C 1519 г. франконский рыцарь Томас фон Абсберг начал похищать на пути из Нюрнберга и Аугсбурга купцов и имперских дипломатов. Хотя эти набеги часто происходили в современной Нижней Франконии, он прятал пленников в разных замках и имел союзников на территории далёкой Богемии, так что мог скрывать свое местонахождение и избегать преследования. Томас фон Абсберг пользовался сильной поддержкой франконских рыцарей; его ближайшие последователи происходили из известных семей, таких как Розенберги, Тюнгены, Гуттенберги, Вирсберги, Спарнеки и Ауфсезы.
Междоусобица в то время была законным средством отстаивания своих интересов в Священной Римской империи. Для франконских имперских рыцарей, чья значимость снижалась, это было также средством борьбы с властью усиливающихся территориальных государств, таких как епископство Бамберга и бургграфства Нюрнберга, а также маркграфств Кульмбах и Ансбах.
Однако бароны-разбойники часто злоупотребляли этим средством спора, потому что междоусобица, среди прочего, должна была быть должным образом объявлена и нуждалась в разумном обосновании. Корыстное использование вражды в итоге положило конец её применению и заменой земским миром.
К неуклонному упадку рыцарства приводили различные факторы, например, снижение их значения по сравнению с государствами или городами с процветающими торговыми связями и ослабление их роли в качестве воинской силы. Справившиеся с этими переменами дворяне обычно поступали на службу к князьям или императору и получали важные посты.

## Начало боевых действий

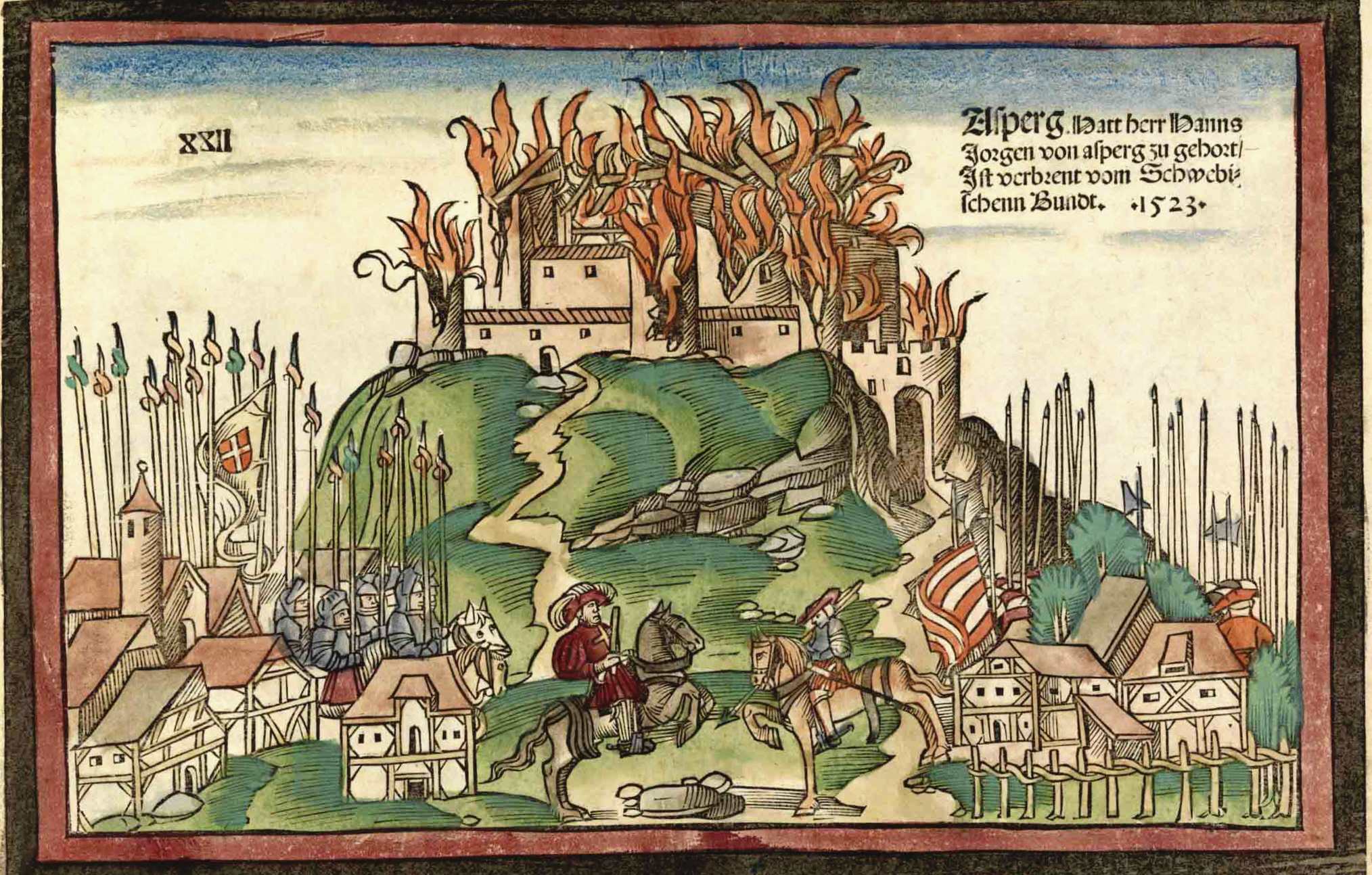
Разрушение замка Томаса фон Арсберга. Работа по дереву Ханса Вандерзаена

Имперский город Нюрнберг попросил помощи у Швабского союза, который был создан для сохранения земского мира и состоял из участников Швабского и Франконского имперских кругов. Под руководством Нюрнберга союз начал формировать мощную армию. Список намеченных Нюрнбергом к уничтожению замков был длинным, окончательный список в 23 замка был согласован в 1522 г.
Перед походом армии Швабского союза нарушившим земской мир рыцарям была предоставлена возможность покаяться и принести клятву очищения (Reinigungseid). Некоторые из них принесли присягу и таким образом были освобождены от дальнейшего наказания, другим не разрешили принести присягу, третьи проигнорировали предложение. Ханс Вандерайзен запечатлел события 1523 года на 23 резных фигурках. В конце кампании некоторые дворянские семьи смогли примириться со Швабским союзом, их поместья были возвращены в обмен на денежную уплату и обещание соблюдать мир. Другие рыцари продолжали помогать Абсбергу, в 1527 г. различные местные общины размещали конные патрули для защиты от набегов.

### Последствия
Томас фон Абсберг продолжал свои набеги и после 1523 г., но в конце концов был убит соратником в 1531 г. Набеги Абсберга за период с 1519 по 1530 г. были задокументированы ответственным за военные вопросы ведомством в Нюрнберге (Kriegsstube).
Историк Хорст Карл видит в событиях 1523 г. определяющий момент для Франконии и Швабии. Образ «франконских нарушителей спокойствия и швабских стражей порядка» (fränkischen Unruhestiftern und schwäbischen Ordnungshütern) оказал длительное влияние на оба региона с точки зрения их самовосприятия.